# Hybomitra robiginosa
Hybomitra robiginosa är en tvåvingeart som beskrevs av Wang 1982. Hybomitra robiginosa ingår i släktet Hybomitra och familjen bromsar. Inga underarter finns listade i Catalogue of Life.